# Dehnungsstreifen
Dehnungsstreifen sind sichtbare Erscheinungen in der Unterhaut (Subcutis), die durch starke Dehnung des Gewebes entstehen. In der medizinischen Fachsprache werden die Dehnungsstreifen der Haut als Striae cutis atrophicae oder Striae cutis distensae (wörtlich ‚Streifen der atrophischen Haut‘ bzw. ‚Streifen der auseinandergedehnten Haut‘; von lateinisch stria ‚Riefe, Vertiefung, Streifen‘, cutis ‚Haut‘, Adjektivbildung zu atrophia ‚Nachlassen der Ernährung, Abzehrung, Abmagerung, Atrophie‘ sowie Partizip Nebenform distensus zu distendere ‚auseinanderdehnen, ausdehnen‘) bezeichnet. Im Rahmen einer Schwangerschaft ist das Auftreten von Dehnungsstreifen physiologisch; sie werden als Schwangerschaftsstreifen (lateinisch Striae gravidarum ‚Streifen der Schwangeren‘ mit Genitiv Plural von gravida ‚Schwangere‘) bezeichnet.
Die Färbung bei frischen Dehnungsstreifen wird durch durchscheinende Blutgefäße hervorgerufen. Die lateinische Bezeichnung dafür lautet Striae rubrae (von lateinisch ruber = rot).

## Betroffene Körperregionen
Die Streifen treten bevorzugt an besonders stark belasteten Geweben wie Bauch, Hüften, Gesäß, Oberarmen und Brüsten auf. Prädisponierende Faktoren sind eine Bindegewebsschwäche und eine starke Gewichtszunahme sowie schnelles Längenwachstum. Zudem ist die Hautelastizität während einer Schwangerschaft durch hormonelle Einflüsse vermindert.

## Entstehung
Das Bindegewebe in der Lederhaut (Dermis), welches für die Elastizität der Haut verantwortlich ist, besteht aus einem Netz von kollagenen Fasern. Wird das Bindegewebe überdehnt, führt dies zu irreparablen Rissen in der Unterhaut, die zu äußerlich sichtbaren blaurötlichen Streifen führen. Im Laufe der Zeit verblassen die Streifen, bleiben jedoch als helle Narben weiterhin sichtbar.
Dehnungsstreifen treten nicht nur während der Schwangerschaft auf, sie können sich auch bei einer Kortisontherapie oder während des Wachstums zeigen. Möglich ist es auch, Dehnungsstreifen durch zu viel Sport zu bekommen. Frauen mit mittlerer bis großer Brust können beim Sport einen Sport-BH tragen, um diesen Streifen entgegenzuwirken. Ebenso sind beim stärkeren Muskelaufbau (wie Bodybuilding) Dehnungsstreifen fast unvermeidlich.
Zudem können Dehnungsstreifen Symptome von Erkrankungen sein, etwa von Übergewicht oder eines Cushing-Syndroms, oder sie können als Nebenwirkung von Medikamenten entstehen, beispielsweise bei einer Therapie mit dem adrenocorticotropen Hormon (ACTH) und Glucocorticoiden.

## Vorbeugung
In Studien konnte keine vorbeugende Wirksamkeit von äußerlich angewandten Cremes oder Lotionen nachgewiesen werden.

## Behandlung
Vitamin-A-Säure in Cremes oder peroral eingenommen kann die Narbenrückbildung positiv beeinflussen. Wegen der teratogenen Wirkung darf Vitamin-A-Säure (Tretinoin) jedoch während der Schwangerschaft nicht angewendet werden. In der Stillzeit darf Vitamin-A-Säure nicht eingenommen und nicht im Brustbereich angewendet werden.
Es stehen außerdem Methoden zur Verfügung, die eine Verkleinerung bzw. bei hypertrophen (überragenden; wulstigen) Narben ein Abflachen ermöglichen, z. B. die Kryotherapie, die topische Anwendung von Trichloressigsäure und verschiedene Lasersysteme. Eine dem Lasern gleichstehende Wirkung soll der Behandlung mittels Mikronadeln zukommen.